# Algérie, sections armes spéciales
Pour plus de détails, voir Fiche technique et Distribution.
Algérie, sections armes spéciales est un film documentaire, sorti en 2025, de la réalisatrice française Claire Billet présentant l’utilisation d'armes chimiques par l’armée française durant la guerre d’Algérie. Pour cette réalisation, Claire Billet a travaillé avec l'historien Christophe Lafaye.

## Synopsis
Le documentaire présente l’importance de l'utilisation d'armes chimiques par les forces armées françaises durant la guerre d’Algérie (1954–1962) pour détruire les bases de l'Armée de libération nationale algérienne (ALN) dans les montagnes. En effet, les responsables politiques et militaires français de l’époque ont ordonné l'usage de gaz toxiques pour éliminer les combattants algériens cachés dans les grottes, et ce malgré leur interdiction par les conventions internationales. Des témoignages de victimes algériennes de la grotte de Ghar Ouchettouh, dans les Aurès, gazée en mars 1959 et d'anciens militaires français sont présentés dans le documentaire,,.

## Fiche technique
- Titre original : Algérie, sections armes spéciales
- Réalisation : Claire Billet[6].
- Scénario : Claire Billet avec l'historien Christophe Lafaye[7]
- Repérages en Algérie : collaboration de l’historienne Saphia Arezki
- Image : Olivier Jobard
- Montage : Yann Coquart
- Musique : Siegfried Canto
- Production : Luc Martin-Gousset (Solent production)
- Sociétés de production : Solent Production, France Télévisions, Radio Télévision Suisse (RTS)
- Pays d'origine :  France
- Langue originale : français
- Genre : documentaire
- Durée : 53 minutes
- Dates de sortie :
  - Suisse : 9 mars 2025
  - Algérie : 12 mars 2025[8]
  - France :
    - 12 mars 2025[9] sur la plateforme France TV
    - 8 juin 2025[10] sur France 5

## Accueil

### Accueil critique
Pour la journaliste Catherine Pacary du Monde, le documentaire Algérie, sections armes spéciales est « riche en éléments factuels et non militants ». La journaliste Nathalie Prévost d'Orient XXI questionne la « transparence des archives militaires et la mémoire collective ». Djamal Guettala du Matin d'Algérie y voit « une démarche salutaire de vérité historique » d'un épisode passé sous silence des « crimes coloniaux » français pendant la guerre d'Algérie.

### Récompenses
Le documentaire reçoit le Prix Terre(s) d'Histoire INA-FIGRA le vendredi 5 avril 2025,.

## Polémique
La diffusion du film est prévu initialement pour le 16 mars 2025 sur France 5, mais il est déprogrammé par France Télévisions et remplacé par une soirée sur la guerre russo-ukrainienne. Cette décision crée une polémique, dans un contexte de tensions dans les relations entre l'Algérie et la France.
Selon le média algérien, L'Expression, la déprogrammation du documentaire par France Télévisions, au prétexte de l'actualité en Ukraine, « n'aura dupé personne ». Pour le quotidien El Moudjahid, cette affaire est un « fracassant scandale » avec comme titre de l'article : « La France bafoue la liberté et fait taire un documentaire qui révèle ses crimes ».
Pour la réalisatrice Claire Billet : « Le film existe grâce à France Télévisions qui y a consacré des moyens financiers, mais s’il n’y avait pas eu cette polémique, je ne suis pas certaine que l’on en aurait autant parlé, alors qu’il aborde un sujet d’utilité publique ».
France 5 diffusera finalement le documentaire le 8 juin 2025,.